# Шіннок
Шіннок (англ. Shinnok) — персонаж серії Mortal Kombat, який дебютував в пригодницькій грі-спінофф Mortal Kombat Mythologies: Sub-Zero в якості фінального боса. Трохи пізніше він з'явився у вигляді фінального боса і грабельного персонажа в Mortal Kombat 4 і в доповненні до цієї гри Mortal Kombat Gold.

## Біографія
Тисячі років тому Старші Боги правили світами з невимовною мудрістю, вони спостерігали, як світи створювалися і знищувалися. Один з них, Шіннок, піддався жадібності і ілюзіям про фальшивий могутність. Він вирішив захопити молоде Земне Царство. Якби йому це вдалося зробити, то він став би наймогутнішим істотою у всесвіті, могутніше, ніж всі інші Старші Боги. Але для того, щоб захопити Земне Царство, Шінноку було необхідно схопитися з молодим богом грому Рейденом, якого Старші Боги призначили захисником Землі. Битва богів за Земне Царство була лютою і ледь не знищила планету, кинувши її в століття темряви. Але богу грому вдалося перемогти, скориставшись тим, що Шіннок недооцінив свого супротивника. Рейден виявив, що Шіннок зміг проникнути в Земне Царство, використавши силу містичного амулета. Він дозволив Шінноку без особливих зусиль увійти в Земне Царство. Також, амулет мав достатню силу, щоб не дозволити іншим Старшим Богам втрутитися в те, що відбувається. Амулет міг бути створений тільки один раз, і Рейденом вдалося відібрати його у Шіннока. За допомогою інших Старших Богів, Рейденом вдалося відправити Шіннока в місце відоме як Пекло.

## Спецприйоми та добивання
Вогненна куля з амулета: Шіннок запускає вогненну кулю зі свого амулета.(MKMSZ)
Щит: Шіннок ставить щит з енергії перед собою.(MKMSZ)
Спис: Шіннок кидає спис, яке при попаданні в противника притягує його до Шінноку. (MK4)
Караючий кулак: Шіннок запускає в свого супротивника кістяний кулак. (MKA)
Темний промінь: Шіннок вистрілює фіолетовим снарядом в противника.(MKX)

### Добивання
Рука з Пекла: Шіннок зникає в спалаху полум'я. Потім близько противника відкривається портал. З нього з'являється величезна кістяна рука, яка вистачає ворога і стискає його, поки голова ворога не відскакує. Після цього портал закривається і кістяна рука забирає обезголовлене тіло з собою. Шіннок з'являється на арені. (MK4, MKG)
Страшна діра: Шіннок пробиває дірку в противника прийомом Удар амулета.

## Поява в інших медіа
Шіннок з'являється в другому фільмі Смертельна битва: Винищення. Згідно з цим фільмом він є батьком Райдена і Шао Кана. Як і в іграх він хоче отримати абсолютну владу над усім, в тому числі і над іншими старшими богами. Також у фільмі старші боги відповідають за різні елементи природи. Шіннок у фільмі є старшим богом вітру. Шіннок протегує і підтримує Шао Кана, вважаючи Райдена занадто слабким і турботливим, оскільки Райден пощадив Шао Кана під час бою. Шіннок наказує Шао Кану вбити свого брата і разом з тим допомагає йому з'єднати воєдино Земне Царство і Зовнішній Світ. Пізніше, після фінальної битви Лю Кенга і Шао Кана, Шіннока відправляють в ув'язнення, а його місце віддають Райдену.